# جلیل تجلیل
جلیل تجلیل (۱۳۱۳ – ۱۲ شهریور ۱۴۰۳) استاد دانشگاه، پژوهش‌گر ادبیات، مصحح و مترجم ایرانی بود.

## آغاز زندگی
جلیل تجلیل در سال ۱۳۱۳ در تبریز زاده شد.

## تحصیلات
تحصیلات ابتدایی را در زادگاه خود گذراند و به خاطر علاقه‌مندی به تحصیل علوم دینی به حوزه علمیه شهر تبریز وارد شد و به کسب فیض از علمای آن سامان پرداخت. بعد از آن به علت اشتیاق به تحصیل وارد دانشکده ادبیات شد. وی همچنین همزمان با تحصیل در دانشگاه در حوزهٔ علمیه و تهران به فراگیری فلسفه، منطق، صرف و نحو پرداخت.
در سال ۱۳۳۴ لیسانس ادبیات فارسی را از دانشگاه تبریز اخذ کرد. در این دوره ار محضر اساتیدی چون عبدالرسول خیامپور، قاضی طباطبایی، ادیب طوسی و احمد ترجانی‌زاده بهره برد. او در سال ۱۳۴۹ وارد دانشکده ادبیات و علوم انسانی شد و درجهٔ کارشناسی ارشد و دکتری را از دانشگاه تهران اخذ کرد.
جلیل تجلیل در دورهٔ دکتری رشتهٔ زبان و ادبیات فارسی دانشگاه‌های تهران تدریس می‌کرد. او استاد تمام و بازنشستهٔ دانشگاه تهران  بود.

## درگذشت
این استاد پیشکسوت، سرانجام در ۱۲ شهریور ۱۴۰۳، به علت کهولت سن و عوارض ناشی از آن، دارفانی را وداع گفت.

## چهره ماندگار
جلیل تجلیل در دورهٔ ششم (سال ۱۳۸۵) به عنوان یکی از چهره‌های ماندگار ایران معرّفی شد.

### تالیف
- برگزیده متون ادب فارسی (کتاب دانشگاهی)
- معانی و بیان
- جناس در پهنه ادب فارسی
- نقشبند سخن
- فنون و صنایع ادبی
- کتابداری نوین در اسلام

### ترجمه
- ترجمه اسرارالبلاغه عبدالقاهرجرجانی-۱۳۶۶، تهران : دانشگاه تهران
- مهدی کیست (ترجمه من هوالمهدی)، تهران : سروش
- ترجمه فارسی الغدیر علامه امینی جلد ۲۱ و ۲۲، بنیاد بعثت
- معالم المدرستین (پژوهش و بررسی تحلیل مبانی اندیشه‌های اسلامی در دیدگاه دو مکتب:ت رجمه کتاب معالم المدرستین علامه عسکری، ۲ جلد)

### تصحیح
- شرح معلقات سبع مؤلف:احمدترجانی زاده، تهران: سروش
- معیار الاشعار : خواجه نصیرالدین طوسی

## سمت‌های اجرایی
- عضویت هیئت ممیزه مرکزی (وزارتخانه) و عضویت در کمیته تخصصی آن
- عضویت درهیات ممیزه وکمیته تخصصی دانشگاه تهران
- عضویت در شورای گسترش دانشگاه‌های کشور (وزارتخانه)
- عضو و مدیرگروه ادبیات (مرکزنشردانشگاهی)
- مدیریت گروه ادبیات فارسی در سه نوبه مشخصات ابلاغ مدیریت گروه در سه نوبت:۴۸۱۸۶/۶/۴۴۰ – ۴۰۵۳۶/۳/۴۴۰
- ریاست کتابخانه مرکزی ومرکزاسناددانشگاه تهران مشخصات ابلاغ ریاست کتابخانه مرکزی:شماره:۲۴۵۶۲/۴۵۰۴ به تاریخ: ۱۸/۱۱/۷۲
- عضویت در کمیته برنامه‌ریزی زبان وادبیات فارسی ستاد انقلاب فرهنگی شماره ابلاغ: ۷۶۲۶/۲۲ به تاریخ ۲۸/۸/۸۲
- عضو شورای پژوهشی دانشگاه تهران۶۳–۶۲
- عضوکمیته ادبیات وعلوم انسانی دفترمرکزی جهاددانشگاهی تاریخ ابلاغ:۱۱/۳/۶۲
- عضوشورای نامگذاری شهرتهران ازسال ۵۸تا۶۹
- عضوشورای انتشارات وچاپ دانشگاه تهران ۶۲–۶۳
- عضوکمیته گزینش استادستادانقلاب فرهنگی سال۶۲
- عضو شورای برنامه‌ریزی زبان وادبیات فارسی (وزارتخانه) به تاریخ ۲۷/۷/ ۶۴تاکنون
- عضو کمیسیون سیاست گذاری مجلات علمی وزارت فرهنگ و آموزش عالی۳/۶/۶۵
- عضوکمیته تخصصی هنرومعماری هیئت ممیزه دانشگاه تهران ۱۷/۶/۶۵
- عضو کمیته تخصصی دفترگسترش دانشگاه‌ها۲۷/۱/۶۵
- مدیر گروه تخصصی ادبیات فارسی المپیاد دانشجویی وزرات علوم تحقیقات و فناوری
- عضویت درکمیته علمی اسلام ومحیط زیست دراولین کنگره بین‌المللی بررسی علمی اثرات نشت نفت درخلیج فارس، ۷۳۶۹۲/۴–۲۰/۱۱/۶۲
- عضویت در شورای گسترش زبان وادبیات فارسی درخارج کشور ۱۶۹۹۲۴–۳۱/۷/۷۰
- عضویت در مجله دانشکده ادبیات وعلوم انسانی دانشگاه تهران
- عضویت در مجله بین‌المللی علوم انسانی وزارت علوم تحقیقات وفناوری (مجلةالعلوم الانسانیة للجمهوریة الاسلامیةالایرانیه)
- عضویت در هیئت تحریریه نشریه دانشکده ادبیات وعلوم انسانی باهنرکرمان
- عضویت درهیات تحریریه فصلنامه نهج البلاغه بنیادنهج البلاغه
- عضویت درهیات تحریریه فصلنامه پژوهش‌های دینی و ادبی دانشگاه آزاداسلامی واحدتهران مرکزی
- عضویت درهیات تحریریه سفینه فصلنامه تخصصی مطالعات قرآن و حدیث
- عضویت درهیات تحریریه مجله پژوهش دینی بادرجه علمی و ترویجی وزارت علوم تحقیقات و فناوری
- عضویت هیئت تحریریه مجله فصلنامه علمی وپژوهشی «پژوهشهای ادبی»

### تشویق‌ها، جوایز، نشان‌ها و مدال‌ها
- مدال درجه اول رتبه اولی دانشنامه لیسانس از وزارت فرهنگ ۱۰/۸/۳۴
- لوح تقدیر وزیرفرهنگ و آموزش عالی از نقش فعال درجلسات هیئت ممیزه مرکزی توسط دکتر سیدمحمد هاشمی گلپایگانی
- لوح تقدیرنامه وزارتی به مناسبت عضویت در مجله بین‌المللی علوم انسانی از دکترمصطفی معین وزیر علوم و آموزش عالی وقت
- تقدیر و معرفی در اولین دوره چهره‌های ماندگار مهرماه۸۰
- برگزیده چهره ماندگار در سال ۸۵
- استاد برتر دانشگاه آزاد اسلامی سال ۸۶